# Ketelhodt

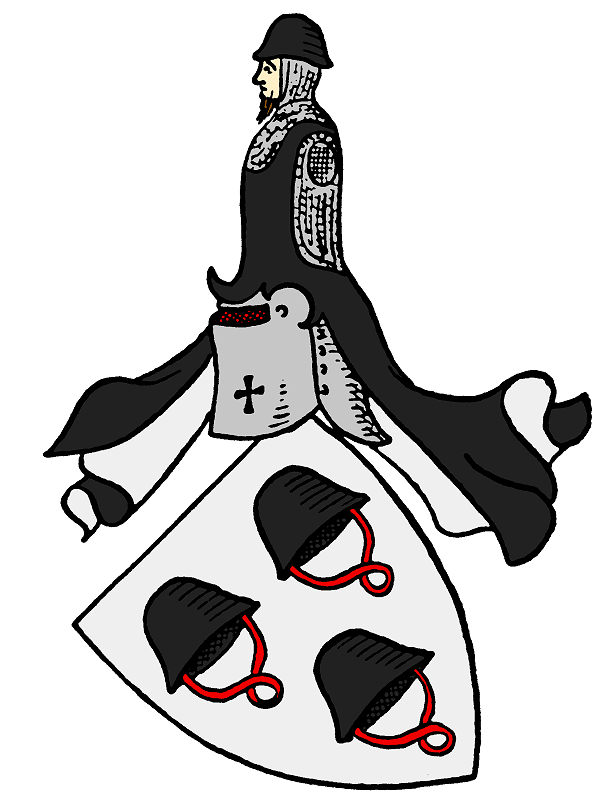
Stammwappen derer von Ketelhodt („Kesselhut“)

Ketelhodt ist ein altes deutsches Uradelsgeschlecht aus dem westfälischen Raum (Rheda-Wiedenbrück), später in Mecklenburg und Thüringen beheimatet. Der Name Ketelhodt (Bedeutung: Kesselhut, Kesselhelm) wurde, dem Sprachgebrauch des Niederdeutschen entsprechend, immer wieder auch anders geschrieben: Ketelhut, Kettelhoit, Ketelhot, Kettelhut, Kaetelhod, Kesselhot etc.

## Geschichte
Die Familie stammte ursprünglich aus Westfalen und wanderte im Zuge der Ostkolonisation nach Mecklenburg. Dort wurde sie 1230 im Ratzeburger Zehntregister mit dem miles Vredebernus (Ketelhot) zum ersten Mal in einer Urkunde erwähnt. Von diesem Vredebernus lässt sich die Stammreihe der Familie bis in das 21. Jahrhundert lückenlos verfolgen.

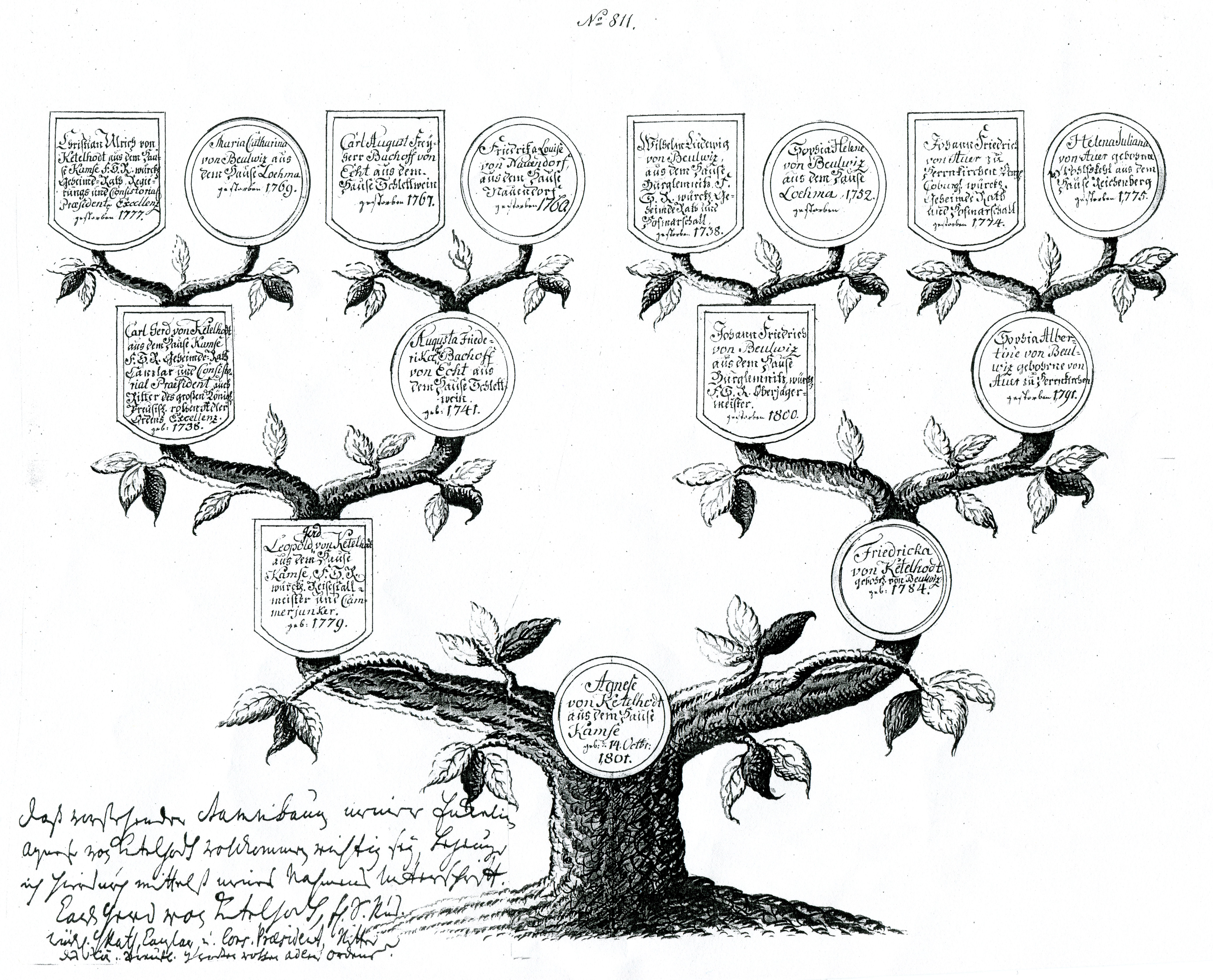
Beim Kloster Dobbertin eingereichter Ahnennachweis von Agnete von Ketelhodt aus dem Jahr 1802

In Mecklenburg wurden Angehörige der Familie immer wieder in Urkunden als Zeugen, als Käufer oder in Schenkungen erwähnt. So schenkten z. B. am 30. Mai 1279 die Brüder Matthias, Nicolaus und Gerhard der Pfarre in Wattmannshagen drei Hufen und acht Kathen. Zunächst siedelten Angehörige im Raum Ratzeburg und Grevesmühlen und sind ab 1292 auf dem Rittergut Kambs bei Röbel an der Müritz ansässig geworden. Im Dreißigjährigen Krieg starben sieben von acht Brüdern, so auch der Rittmeister Lütke von Ketelhodt, der in der Schlacht bei Wittstock am 4. Oktober 1636 gefallen ist. Als einziger Bruder überlebte Gerd IV. Dessen Enkel Christian-Ulrich wurde als Jurist 1726 in den Staatsdienst von Schwarzburg-Rudolstadt übernommen. Er machte dort Karriere und war schließlich dort Kanzler und Konsistorialpräsident. In diesen hohen Ämtern folgten ihm später ein Sohn und zwei Enkel nach. Seit 1726 war Rudolstadt in Thüringen der Lebensmittelpunkt der Familie und blieb es bis 1945.
Carl-Gerd von Ketelhodt, ein Sohn von Christian-Ulrich, der ebenfalls Kanzler und Konsistorialpräsident war, gründete eine bis heute bestehende bekannte Bibliothek, die heute den Namen „Historische Bibliothek Rudolstadt“ trägt. Sie wurde inzwischen durch noch vorhandene Bestände der alten Gutsbibliothek Behringen ergänzt. Die Rudolstädter ehemalige Privatbibliothek wurde auch von Friedrich von Schiller gern genutzt. Seit dem Wiener Kongress, dessen Schlussakte der Schwarzburg-Rudolstädter Delegierte, der Kanzler Friedrich Wilhelm von Ketelhodt, am 8. Juni 1815 mit „Freiherr“ unterschrieb, führt die Familie offiziell den Freiherrentitel. Er wurde danach aus unterschiedlichen Gründen in Mecklenburg am 20. Juli 1843 und in Rudolstadt am 15. Dezember 1854 sowie am 29. August 1913 erneut bestätigt.
Nach der Reichsgründung von 1871 wanderten die Angehörigen der Familie nach und nach in andere Teile des Deutschen Reiches ab, so auch nach Ostpreußen und Westpreußen.
Durch Krieg, Vertreibung und Enteignung gingen 1945 Güter, Bibliotheken und fast alle Kunst- und Wertgegenstände der Familie verloren. Nachkommen leben heute in Deutschland und im Europäischen Ausland, in Südafrika, den USA und Kanada. 1904 wurde der Familienverband gegründet.

## Besitzungen

### Mecklenburg
- Im Kirchspiel Hohenkirchen: Besitz an den Dörfern Bekerwitz und Wischendorf, Friedrichshagen (südl. von Grevesmühlen) und Ketelhotsdorp (heute Kägsdorf an der Ostsee) um 1230.
- Wattmannshagen und Radum (Mecklenburg) etwa 1277 bis 1500.
- Kambs bei Röbel an der Müritz 1292 bis 1790 (Verkauf). Das aus dem 18. Jahrhundert stammende Gutshaus ist heute eine Ruine.

### Thüringen
- Lichstedt 1745–1855 (Verkauf)
- Schlösschen Kitzerstein in Saalfeld 1771–1777 (Verkauf)
- Behringen 1800–1945 (Enteignung)
- Herrmannsgrün 1839–1912 (Verkauf)
- Barranowen (Kreis Sensburg in Ostpreußen) 1900–1945 (Vertreibung)
- Neuschaden (Kreis Sensburg in Ostpreußen) 1940–1945 (Vertreibung)
- Sossnow mit Grünthal, Polko und Mörkendorf (Kreis Zempelburg/Westpreußen) 1922–1945 (Vertreibung)
- In der Stadt Rudolstadt/Thüringen besaßen verschiedene Familienangehörige im Laufe der Jahre über 20 Häuser; heute gehört nur noch ein Haus einem Angehörigen der Familie.

## Wappen
Das älteste Wappen des Ritters Dietrich Ketelhodt (er wird in Urkunden zwischen 1292 und 1314 genannt) stammt aus dem Jahre 1302. Die Familie führt ein redendes Wappen und nimmt Bezug auf den Identifikationsnamen „Kesselhut“. Niederdeutsch: Ketel = Kessel und hot = Ritterhelm oder Hut; je nachdem wie man das Wappen wendet, ist es ein Kessel oder ein Hut (Helm).
In Silber drei (2:1) schwarze Kesselhüte (Eisenhüte) mit roten Bändern. Auf dem Helm mit schwarz-silbernen Decken ein armloser geharnischter Mann in schwarzem Kesselhut.
Dazu ist Friedrich Crull zitiert: „Lat. giebt als Helmzier einen Hut mit drei Straußenfedern, v. H. eine Zipfelmütze – denn dazu waren die Kesselhüte umgemodelt –, G. einen Rumpf mit Zipfelmütze. Darnach wird die ursprüngliche Helmzier, wenn nicht, wie es scheint, bloß aus einem Kesselhute, etwa mit Hahnenfedern besteckt, so doch aus einem mit einem Kesselhute bedeckten (gepanzerten) Rumpfe bestanden haben, wie ihn die Familie wieder aufgenommen hat.“
Nach Friedrich Ludwig Anton Hörschelmann hatte die rheinischen Linie nur einen Kesselhut im Schild geführt. Als Helmzier diente dort eine Säule, mit einem Fisch darauf. Die obersächsische Linie habe im Schild drei Kesselhüte und auf dem gekrönten Helm drei Straußenfedern oder Pfauenfedern geführt.
1337 wird Arnold Ketelhodt aus Kirchwehren urkundlich genannt. Die Ketelhodt sollen um 1500 in Kirchwehren einen Kirchenneubau finanziert haben. Ein kleiner Wappenstein, mit einem Kesselhut im gotischen Dreieckschild, war in der Sakristei der 1753 abgerissenen alten Kirche eingemauert; heute ist er außen über dem zugemauerten Ostportal der Kirche zu sehen.
Max von Spiessen stellt als altes Wappen der Ketelhodt, „Burgmannsfamilie zu Stromberg, jetzt in Thüringen blühend“ einen einzelnen Eisenhut im Schilde dar, der sich auf dem Helm als Kopfbedeckung eines bärtigen Mannesrumpfes wiederholt. Späterhin erscheinen im Schild drei „Türkenmützen“.
Als Türken- oder Tatarenmützen erscheint das Wappenbild auch bei der Immatrikulation in der Frankfurter Patriziergesellschaft Haus Alten Limpurg, worin die Ketelhodt 1798 durch Einheirat aufgenommen wurden, 1887 jedoch in der berechtigten Linie erloschen.
Das Wappen gehört mit dem derer von Wendt, von Hemmerde und von Wandthoff zu einer westfälischen Wappenfamilie, ohne dass ein agnatischer Zusammenhang dieser Geschlechter nachweisbar ist.

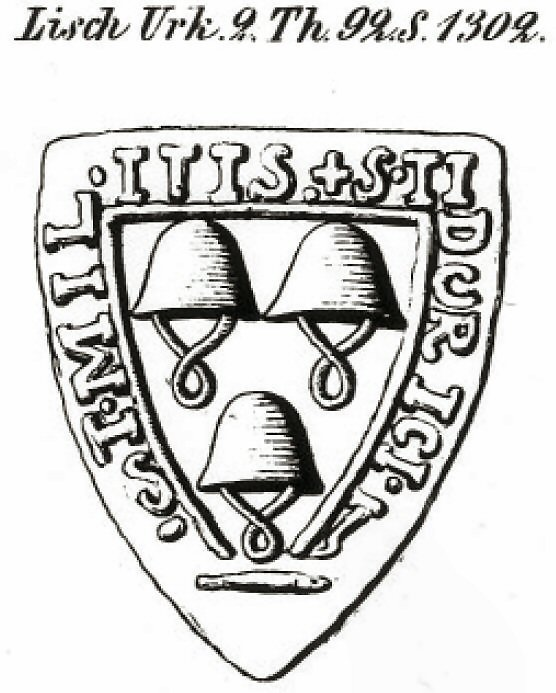
Ältestes Familienwappen, Siegel des Ritters Dietrich Ketelhot aus dem Jahre 1302 „S (igillum) Tiederuci K(etelhot) MILITIS“
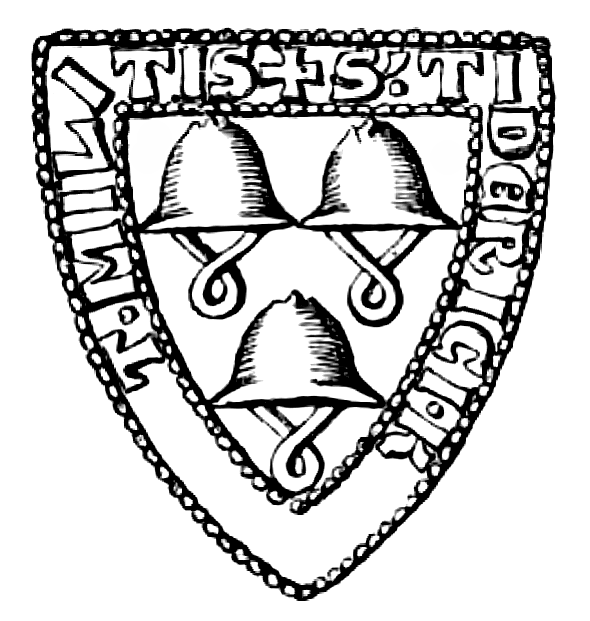
Selbes Siegel von 1302, andere Nachzeichnung
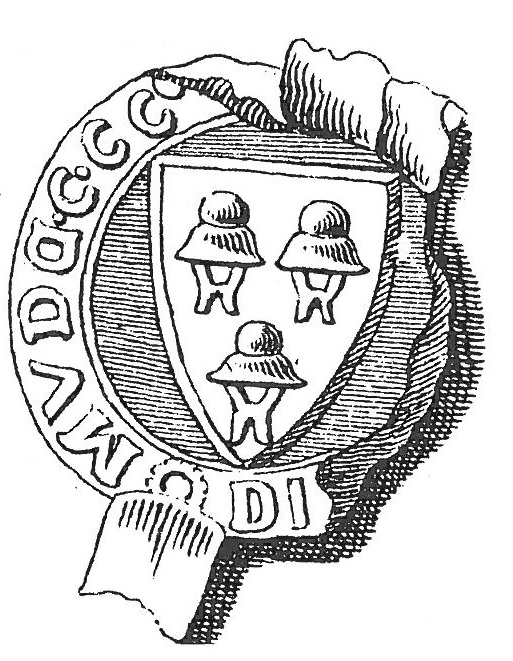
1318: Siegel des Bischofs Nikolaus von Ketelhodt in Verden
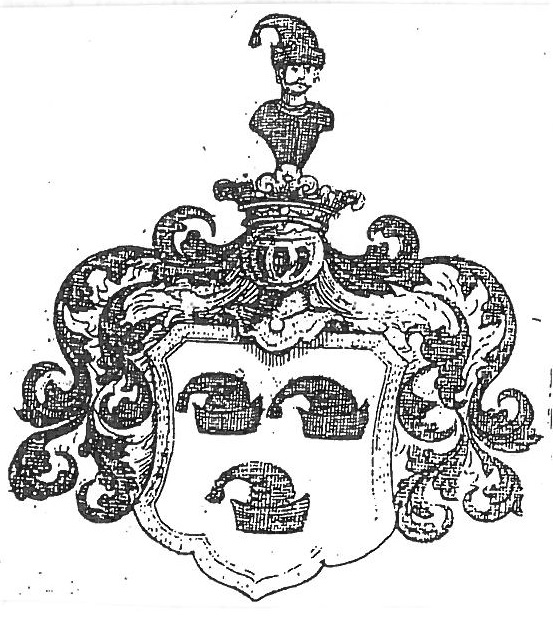
Wappen um 1770 als „Türkenmütze“
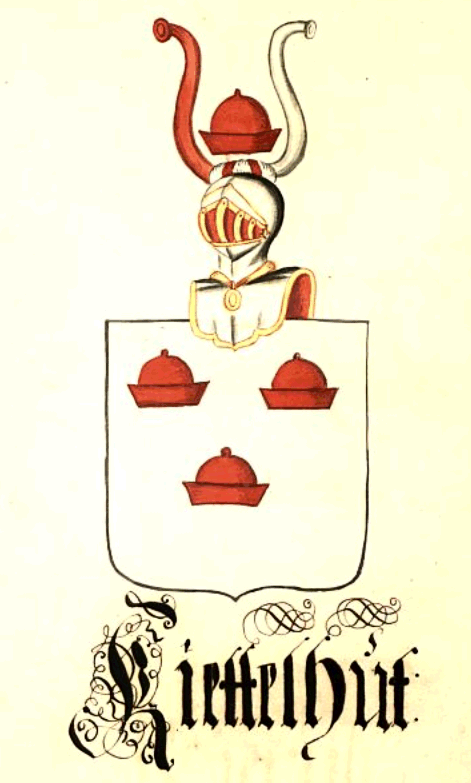
„Wappen Schleswig-Holsteinischer, Dänischer und anderer adeliger Familien“
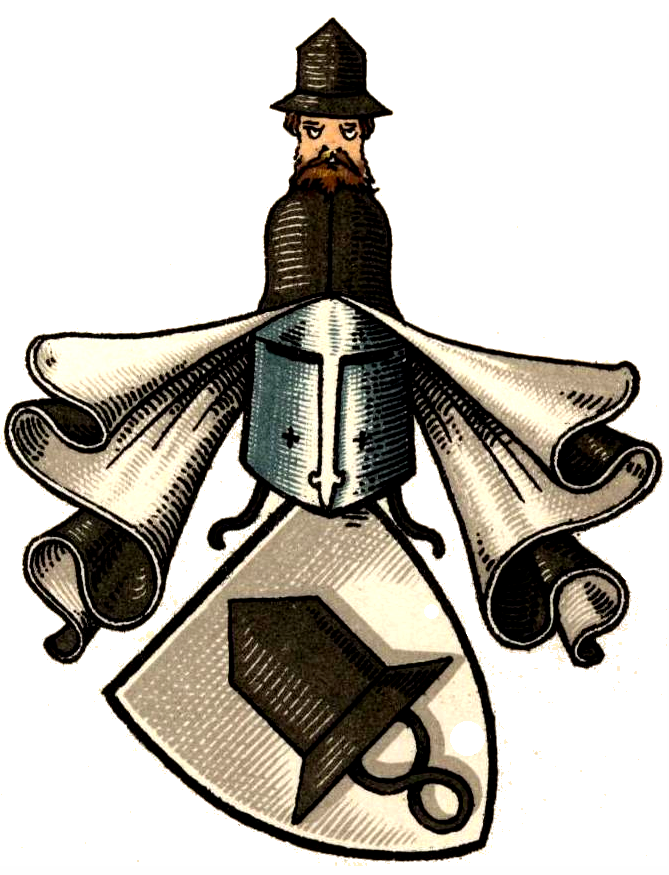
Stammwappen im Wappenbuch des Westfälischen Adels
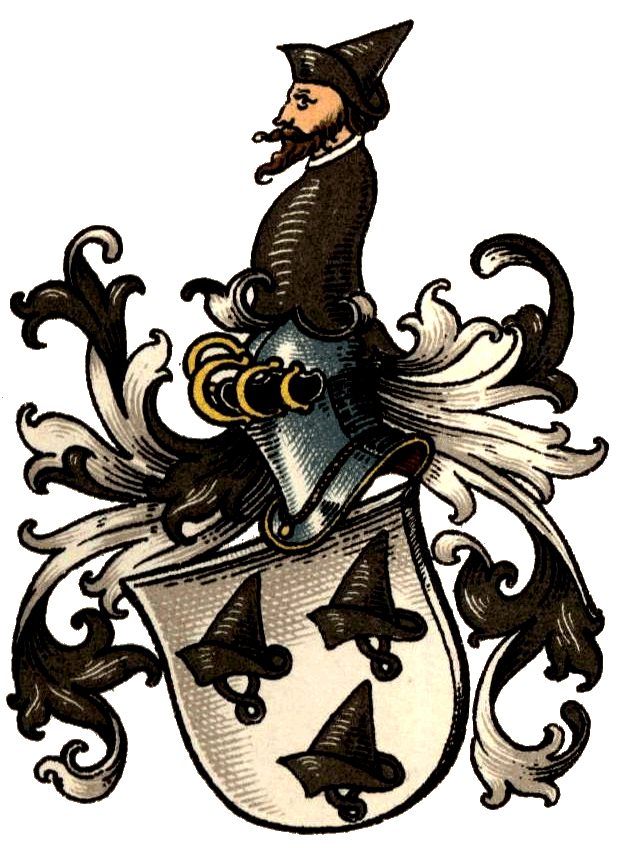
Wappen im Wappenbuch des Westfälischen Adels

## Persönlichkeiten
- Nikolaus von Kesselhut, von 1312 bis 1331 Fürstbischof von Verden
- Christian Ketelhot (1492–1546), Reformator von Stralsund (die Zugehörigkeit zur adeligen Familie ist urkundlich jedoch nicht belegt)
- Gustav Joachim von Ketelhodt (1654–1732), Herr auf Kambs, Hofstallmeister in Güstrow
- Christian Ulrich von Ketelhodt (1701–1777), Kanzler und Konsistorialpräsident im Fürstentum Schwarzburg-Rudolstadt, Förderer der Wissenschaften und Künste
- Carl Gerd von Ketelhodt (1738–1814), Sohn von Christian Ulrich (* 1701), Kanzler und Konsistorialpräsident in Rudolstadt, Bibliotheksgründer
- Johann Friedrich von Ketelhodt (1744–1809), Sohn von Christian Ulrich (* 1701), Hofmarschall in Rudolstadt
- Friedrich Wilhelm von Ketelhodt (1766–1836), Sohn von Carl Gerd, Kanzler in Schwarzburg-Rudolstadt
- Friedrich August Freiherr von Ketelhodt (1786–1854), Diplomat und Hofmarschall in Rudolstadt
- Karl August Ludwig (Louis) von Ketelhodt (1789–1849), Sohn von Johann Friedrich (* 1744), Januar 1846 bis März 1848 Kanzler in Rudolstadt
- Maximilian Freiherr von Ketelhodt (1804–1865), Preußischer Beamter, ging später als Farmer in die britische Kolonie Jamaica und wurde dort Kustos (Gemeindevorsteher, Vertreter der Krone) von Saint Thomas Parish. Er wurde beim Morant-Bay-Aufstand am 11. Oktober 1865 ermordet.
- Robert Oskar von Ketelhodt (1836–1908), Politiker und Landrat.
- Max von Ketelhodt (1843–1907), deutscher Verwaltungsjurist und Amtshauptmann
- Hans von Ketelhodt (1871–1948), Marineleutnant (erschoss 1896 den Rechtsanwalt Zenker bei einem Duell)
- Gerd Freiherr von Ketelhodt (1915–1976),[11] deutscher Generalstabsoffizier, Träger des Ritterkreuzes des Eisernen Kreuzes
- Christian Dürckheim-Ketelhodt (* 1944), Unternehmer und Kunstsammler
- Ines von Ketelhodt (* 1961), Designerin und Fotografin

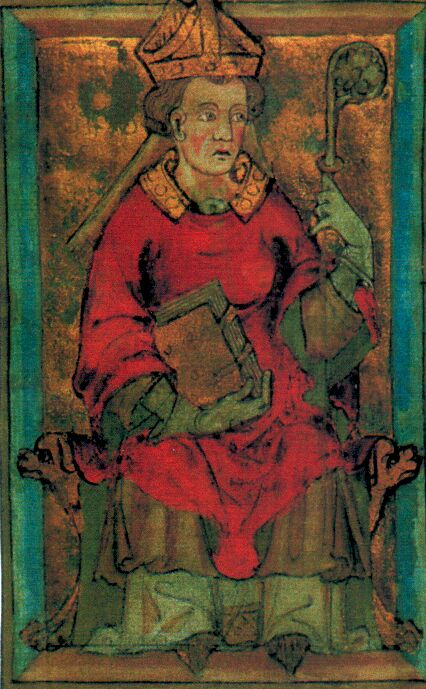
Nikolaus, Fürstbischof von Verden 1312–1331
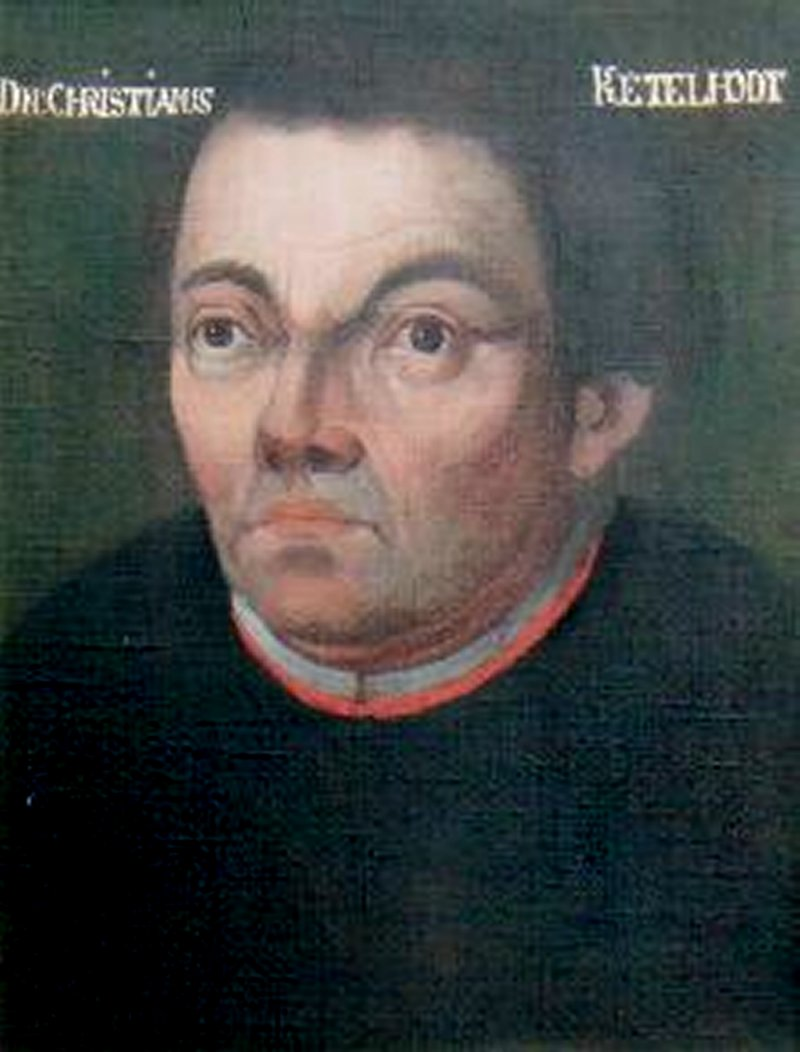
Christian Ketelhodt Reformator von Stralsund, 1492–1546
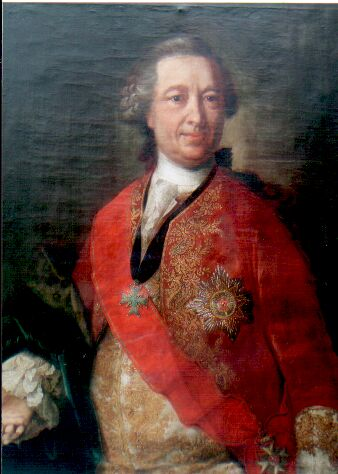
Christian-Ulrich v. Ketelhodt 1701–1777 Kanzler in Rudolstadt
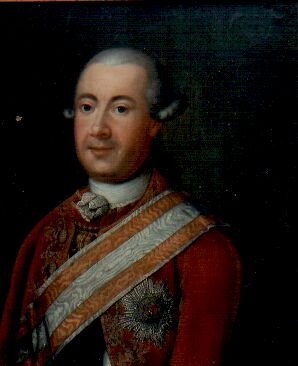
Carl Gerd v. Ketelhodt 1738–1814 Kanzler in Rudolstadt Gründer einer Bibliothek
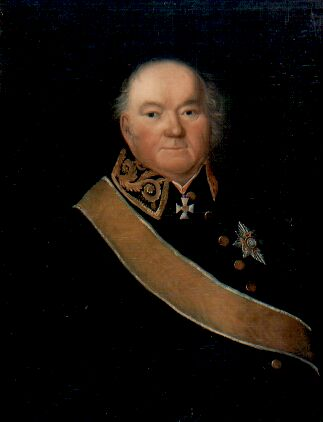
Friedrich Wilhelm Freiherr von Ketelhodt 1766–1836 Kanzler in Rudolstadt, Diplomat
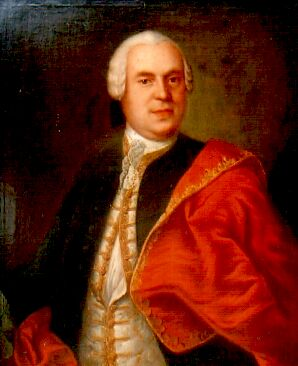
Johann-Friedrich Freiherr von Ketelhodt 1744–1809 Hofmarschall, Oberstallmeister in Rudolstadt
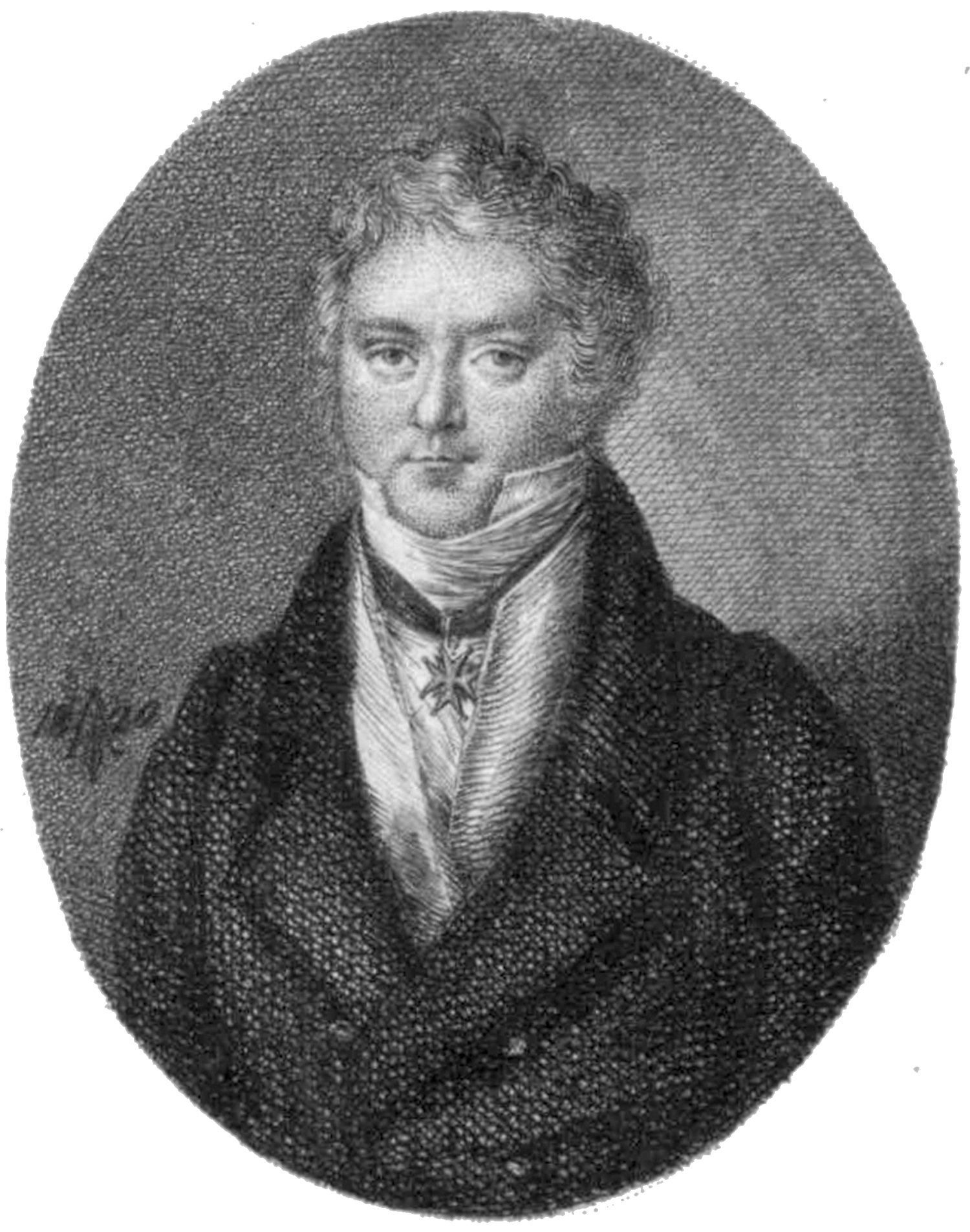
Friedrich August von Ketelhodt (1786–1854), Hofmarschall in Rudolstadt